# Fionnula Flanagan
Fionnula Flanagan (Dublín, 10 de diciembre de 1941) es una actriz irlandesa de teatro, cine y televisión.

## Primeros años
Nació como Fionnghuala Manon Flanagan en Dublín, Irlanda, lugar donde fue criada por sus padres, Rosanna y Terence Niall Flanagan. Creció hablando fluidamente en irlandés e inglés. Aunque sus padres no eran hablantes nativos del primer idioma, querían que Fionnula y sus cuatro hermanos lo aprendieran. Flanagan fue educada en Suiza e Inglaterra, fue entrenada en el Abbey Theatre de Dublín y viajó por toda Europa antes de establecerse en Los Ángeles en 1968.

## Carrera
Uno de los primeros roles interpretados por Flanagan fue el de Máire en la versión televisiva de la obra de teatro An triail, la cual fue producida por el canal irlandés Telefís Éireann en 1965. Por esta actuación, ganó un Jacob's Award en la ceremonia anual realizada en Dublín. Dos años después, el rol de Gerty McDowell en la versión fílmica de la novela Ulises la convirtió en una de las intérpretes más destacadas del escritor James Joyce.
Su debut en Broadway lo hizo en 1968 con la obra de Brian Friel: Lovers. Luego participó en The Incomparable Max (1971), Ulysses in Nighttown (siendo nominada al premio Tony) y James Joyce's Women (1977). Este último proyecto, que le valió premios del Círculo de Críticos en Los Ángeles y San Francisco, fue adaptado al cine en 1985, teniendo nuevamente el rol de Harriet Shaw Weaver. En 2018 regresó Broadway con la obra de Jez Butterworth: The Ferryman, dirigida por Sam Mendes.
En la televisión estadounidense, Fionnula ha aparecido en diversos telefilmes, entre ellos The Legend of Lizzie Borden (1975), The Ewok Adventure (1984) y A Winner Never Quits (1986). Ganó un premio Emmy por su participación en la miniserie de 1976, Hombre rico, hombre pobre. Otras de las series/miniseries semanales en las que Fionnula Flanagan ha participado son La conquista del Oeste (1977) —por la que fue nominada por segunda vez al Emmy—, Hard Copy (1987) y H.E.L.P. (1990).
Flanagan también es conocida por trabajar en tres de las series derivadas de Star Trek: Star Trek: espacio profundo nueve (episodio "Dax"), Star Trek: la nueva generación (episodio "Inheritance") y Star Trek: Enterprise (episodio "Fallen Hero"). Otro personaje recurrente interpretado por Flanagan es el de Eloise Hawking en varios capítulos de la serie de ABC Lost. Entre 2006 y 2008, Flanagan trabajó en la serie de Showtime Brotherhood, donde interpretó a Rose Caffee.
Flanagan ha aparecido en numerosas películas, entre ellas Waking Ned (1998), Los otros (2001) y Transamérica (2005). En la película de 1985, James Joyce's Women, hizo el papel de seis mujeres diferentes en la vida de James Joyce, siendo memorable la escena en que recita un monólogo desnuda mientras simulaba que se masturba.

## Vida personal y política
Flanagan apareció junto a Helen Mirren en En el nombre del hijo, una película de 1996 escrita y dirigida por Terry George, donde interpretó a la madre de un huelguista de hambre del Ejército Republicano Irlandés Provisional. Posteriormente, en un acto conmemorativo presentado por el partido político Sinn Féin en Dublín, Flanagan pronunció un discurso para los republicanos irlandeses y sus familiares fallecidos durante el último episodio del Conflicto de Irlanda del Norte.
Flanagan estuvo casada con el psiquiatra Garrett O'Connor entre 1972 y 2015, año en que este falleció. O'Connor también era un nacionalista irlandés y junto a su esposa ofrecían fiestas para la comunidad irlandesa en su casa de Hollywood Hills. 

## Filmografía
| Título                                                         | Año       | Papel interpretado             |
| -------------------------------------------------------------- | --------- | ------------------------------ |
| Sight                                                          | 2023      | Hermana Marie                  |
| Los juegos del hambre: balada de pájaros cantores y serpientes | 2023      | Grandma'am                     |
| The Man from Rome                                              | 2022      | Duquesa Cruz Bruner            |
| Radioflashed                                                   | 2019      | Maw                            |
| Supervized                                                     | 2019      | Madera                         |
| On ment toujours à ceux qu'on aime                             | 2019      | Marie                          |
| Birthmarked                                                    | 2018      | Mrs. Tridek                    |
| Peueno Segredo                                                 | 2016      | Barbara                        |
| Havenhurst                                                     | 2016      | Eleanor                        |
| Trash Fire                                                     | 2016      | Violet                         |
| Come Simi                                                      | 2015      | Aunt Maxine                    |
| La canción del mar                                             | 2014      | Abuela / Macha                 |
| Menú Degustación                                               | 2013      | Comptessa                      |
| Coming & Going                                                 | 2011      | Irma                           |
| Kill the Irishman                                              | 2011      | Grace O'Keefe                  |
| The Guard                                                      | 2010      | Eileen Boyle                   |
| Cuento de Navidad                                              | 2009      | Mrs. Dilber                    |
| The Invention of Lying                                         | 2009      | Martha                         |
| Yes Man                                                        | 2008      | Tillie                         |
| Slipstream                                                     | 2007      | Bette Lustig                   |
| Lost                                                           | 2005-2010 | Eloise Hawking                 |
| Cuatro hermanos                                                | 2005      | Evelyn Mercer                  |
| Transamérica                                                   | 2005      | Elizabeth Schupak              |
| Divine Secrets of the Ya-Ya Sisterhood                         | 2002      | Aimee Malissa «Teensy» Whitman |
| Los otros                                                      | 2001      | Bertha Mills                   |
| Waking Ned Devine                                              | 1998      | Annie O'Shea                   |
| En el nombre del hijo                                          | 1996      | Annie Higgins                  |
| Sueños de muerte                                               | 1991      | Médica psíquica                |
| Youngblood                                                     | 1986      | Miss McGill                    |
| Caravan of Courage: An Ewok Adventure                          | 1984      | Catarine Towani                |
| How the West Was Won                                           | 1977      | Molly Culhane                  |
| In the Region of Ice                                           | 1976      | La hermana                     |